# بخش چیکابابالاپورا
بخش چیکابابالاپورا (به انگلیسی: Chikkaballapura district) یک منطقهٔ مسکونی در هند است که در Bengaluru division واقع شده‌است. بخش چیکابابالاپورا ۴٬۲۴۴ کیلومتر مربع مساحت و ۱٬۲۵۵٬۱۰۴ نفر جمعیت دارد.